# Le François
Pour les articles homonymes, voir François.
Pour l’article ayant un titre homophone, voir Lefrançois.
Le François est une commune française, située dans le département de la Martinique. Avec ses 53,93 km2, c'est la troisième plus grande commune de la Martinique en superficie après Le Lamentin et Gros-Morne. Ses habitants sont appelés les Franciscains.

## Géographie

### Localisation
Elle est située sur la côte Atlantique de l'île à 22 km de Fort-de-France. Le François est connue pour ses îlets et ses fonds blancs (hauts-fonds sableux situés en pleine mer dont l'un des plus connus s'appelle les fonds blancs) protégés par une barrière de corail et peuplés de poissons.
| Le Robert    |             | Océan Atlantique |
| Le Lamentin  | du François |                  |
| Saint-Esprit |             | Le Vauclin       |

### Climat
Le climat y est de type tropical.

## Urbanisme

### Typologie
Le François est une commune urbaine, car elle fait partie des communes denses ou de densité intermédiaire, au sens de la grille communale de densité de l'Insee,,,. 
Elle appartient à l'unité urbaine du Robert, une agglomération intra-départementale regroupant 11 communes et 129 747 habitants en 2022, dont elle est une ville-centre,.
Par ailleurs la commune fait partie de l'aire d'attraction de Fort-de-France, dont elle est une commune de la couronne. Cette aire, qui regroupe 28 communes, est catégorisée dans les aires de 200 000 à moins de 700 000 habitants,.
La commune, bordée par l'Océan Atlantique à l'est, est également une commune littorale au sens de la loi du 3 janvier 1986, dite loi littoral. Des dispositions spécifiques d’urbanisme s’y appliquent dès lors afin de préserver les espaces naturels, les sites, les paysages et l’équilibre écologique du littoral, par exemple le principe d'inconstructibilité, en dehors des espaces urbanisés, sur la bande littorale des 100 mètres, ou plus si le plan local d’urbanisme le prévoit,.

### Lieux-dits, hameaux et écarts
La ville du François est composée de plusieurs quartiers :
- Baldara
- Beauregard
- Belle-Ame
- Bois-Neuf
- Bois-soldat
- Bonny
- le Bourg
- Cap Est : quartier résidentiel huppé, avec notamment le complexe hôtelier Lagoon Resort
- Cottonerie : quartier résidentiel
- Chopotte
- Deux Courants : quartier où est implantée la célèbre habitation Clément, et où se déroule en 1991 une rencontre au sommet entre François Mitterrand et George H. W. Bush.
- Dostaly
- Dumaine
- Frégate
- Gabourin : quartier rural, résidentiel et agricole avec notamment une pépinière, et la seule plantation de piments de l'île
- Hauteur Bellevue
- La Jetée
- Mansarde
- Manzo, du nom du barrage éponyme
- Morne Acajou
- Morne Courbaril
- Morne Gamelle
- Morne Pitault
- Pointe Courchet
- Périolat
- Petite France : quartier essentiellement résidentiel, rural
- Presqu'île : quartier abritant la Marina du François, lieu d'embarcation pour les Fonds Blancs et la Baignoire de Joséphine
- Plaisance
- Quatre Croisées
- Raisinnier
- Rivière Bambou
- Saint-Laurent
- Saint Roch
- Trianon
- Vapeur

## Histoire
Le 8 février 1900, lors de la première grève générale d'ouvriers agricoles commencée le 5 février, Le François est le théâtre d'une fusillade qui fait dix morts et douze blessés graves. Les soldats auraient tiré sans sommation ni ordre du maire ou du commissaire qui parlementaient avec la foule de manifestants. Cette fusillade est connue sous le nom de « Fourmies martiniquais» .

## Politique et administration

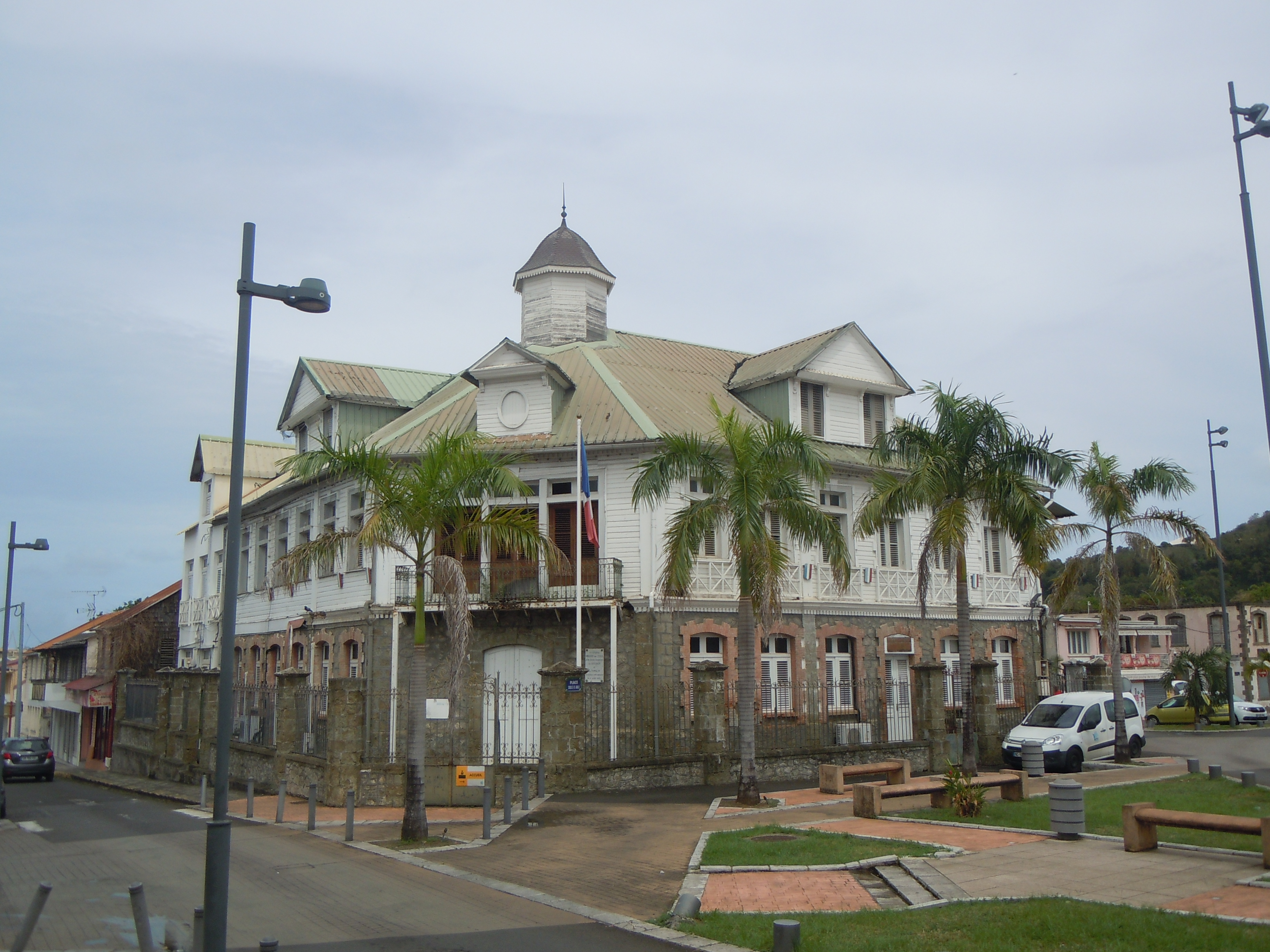
Hôtel de Ville du François

### Rattachements administratifs et électoraux
Le François appartient à l'arrondissement du Marin et vote pour les représentants de l'Assemblée de Martinique. Avant 2015, elle élisait ses représentants au conseil général dans les cantons du François-1-Nord et du François-2-Sud, entités dont elle était le chef-lieu et qui divisait la commune en deux.
Pour l’élection des députés, la commune fait partie de la première circonscription de la Martinique.

### Intercommunalité
La commune appartient à la communauté d'agglomération de l'Espace Sud de la Martinique.

## Population et société

### Démographie
L'évolution du nombre d'habitants est connue à travers les recensements de la population effectués dans la commune depuis 1961, premier recensement postérieur à la départementalisation de 1946. À partir de 2006, les populations de référence des communes sont publiées annuellement par l'Insee. Le recensement repose désormais sur une collecte d'information annuelle, concernant successivement tous les territoires communaux au cours d'une période de cinq ans. Pour les communes de plus de 10 000 habitants les recensements ont lieu chaque année à la suite d'une enquête par sondage auprès d'un échantillon d'adresses représentant 8 % de leurs logements, contrairement aux autres communes qui ont un recensement réel tous les cinq ans,.

En 2022, la commune comptait 15 858 habitants, en évolution de −7,65 % par rapport à 2016 (Martinique : −4,11 %, France hors Mayotte : +2,11 %).
| 1961   | 1967   | 1974   | 1982   | 1990   | 1999   | 2006   | 2011   | 2016   |
| ------ | ------ | ------ | ------ | ------ | ------ | ------ | ------ | ------ |
| 13 435 | 15 294 | 15 036 | 14 383 | 16 925 | 18 559 | 19 201 | 18 841 | 17 172 |

| 2021   | 2022   | - | - | - | - | - | - | - |
| ------ | ------ | - | - | - | - | - | - | - |
| 15 996 | 15 858 | - | - | - | - | - | - | - |

### Sports et loisirs
Équipements sportifs :
- Complexe sportif de Trianon (dont fait partie le Stade Pierre de Lucy de Fossarieu)
- Hall des sports Gilberte Grandin-Saussay[21]
- Piscine municipale

Clubs sportifs :
- Football : 
  - Le Club Franciscain. Avec ses 20 titres de champion de la Martinique, c'est le club phare de la ville du François. C'est le premier club de football martiniquais de l'histoire à avoir atteint un seizième de finale de la Coupe de France de football 2020-2021, c'était le 7 mars 2021[22]. Le Club Franciscain a remporté 20 fois le Championnat de la Martinique de football et 21 fois la Coupe de la Martinique de football, avec plus de 80 titres, toutes compétitions confondues, c'est le plus grand club de l'histoire du football martiniquais. Les joueurs connus de l'histoire du Club Franciscain sont : Charles-Edouard Coridon, ancien joueur pro du Paris Saint-Germain, Thierry Tinmar, ancien joueur pro du Paris Saint-Germain, Jordy Delem, ancien joueur pro de  Sounders FC de Seattle, Patrick Percin, ancien joueur pro de Amiens SC, Fabrice Reuperné, ancien joueur professionnel du Stade de Reims et de l'AS Cannes, Kévin Parsemain, ancien joueur pro de Seattle Sounders FC, Patrick Burner, joueur professionnel de l'OGC Nice puis de Nîmes Olympique, Johnny Marajo, ancien joueur de l'AC Arles-Avignon B, Rodolphe Rano, José Goron, Jean-Hubert Sophie, Steeve Gustan, Jean-Pierre Honoré, Daniel Hérelle et Stéphane Abaul.
  - JS Eucalyptus, le deuxième club de football de la commune du François.
  - Le Phénix Franciscain, Handball
  - Waks Basket Club, Basket ball
  - JS Franciscaine, Volley-ball
  - Vélo Club du François, Cyclisme et VTT
  - Section athlétisme du Club Franciscain (qui est un club omnisports) et l'ASCFAC (Association Sportive Culturelle François Athlétic Club). Athlétisme
  - François Natation Club, Natation

- Yole ronde :
  - CFA Umih Formation Martinique/RSMA "Chabin an"
  - Rosette/L'Appaloosa, nom de l'embarcation : "l'Arme fatale" (10 fois vainqueur du Tour de la Martinique des yoles rondes)
  - Cotrell/Leader Mat "Athon"
  - Smem "Fem et Hom"

### Enseignement
Enseignement public secondaire : Les collèges et lycées du François :
- Collège Jeanne et Emile Adenet
- Collège Trianon
- Lycée polyvalent la Jetée
- Section d'enseignement professionnel du Lycée polyvalent de la Jetée

Il y a aussi 7 écoles maternelles et 7 écoles primaires sur le territoire de la commune du François.

## Économie
Le taux de chômage, en 1999, fut de 35,5 % pour la commune de Le François. Dans le quartier Trianon une zone artisanale a été aménagée.

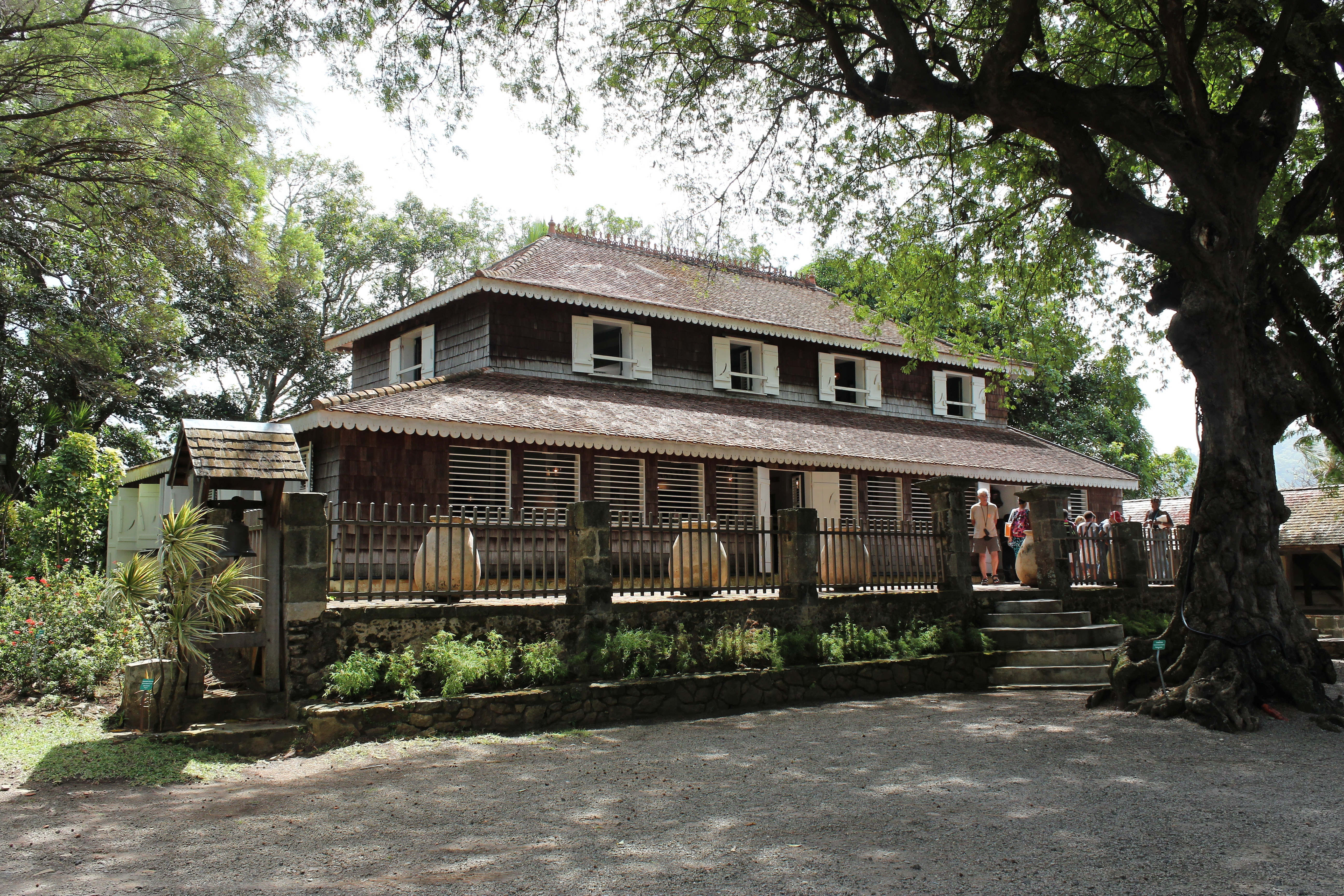
Maison de maître de l'Habitation Clément

## Culture locale et patrimoine

### Lieux et monuments
- Église Saint-Michel du François. L'église est dédiée à l'archange Michel.
- Musée de l'Habitation Clément et Fondation Clément
- Fonds Blancs / Baignoire de Joséphine
- Mairie (1901), architecte Pierre-Henri Picq.

### Personnalités liées à la commune

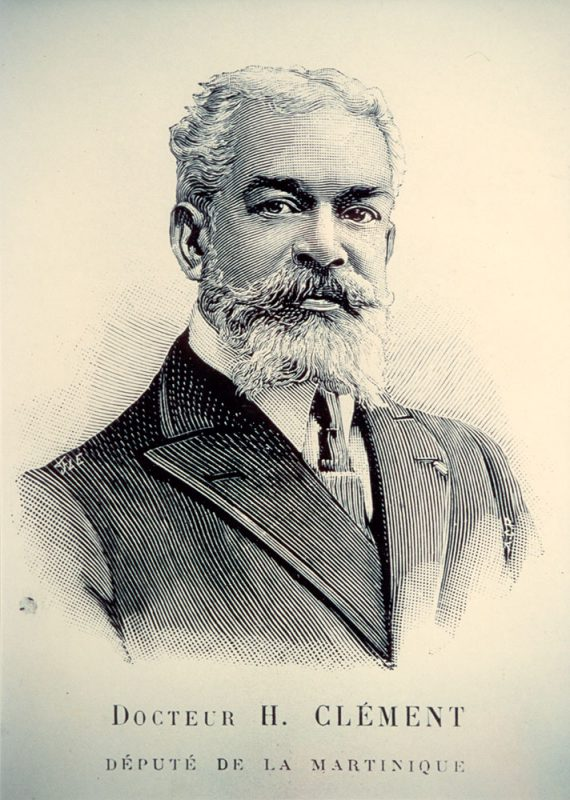
Homère Clément
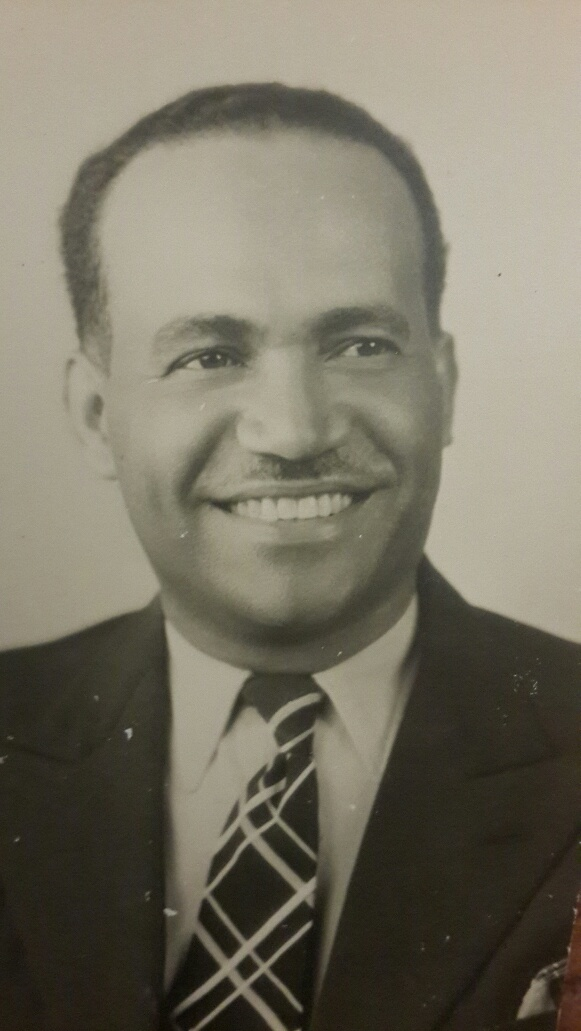
François Duval
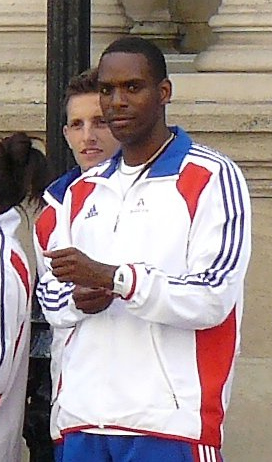
Ronald Pognon
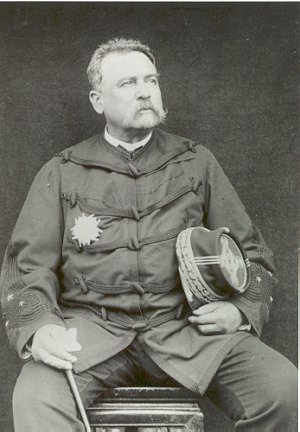
Louis Brière de l'Isle

- Homère Clément, né à La Trinité, médecin, distillateur, maire du François de 1885 à 1923, député de la Martinique de 1902 à 1906, et président du conseil général de la Martinique de 1900 à 1901 et de 1906 à 1908 ;
- François Duval, né au Vauclin, notaire, maire du François de 1956 à 1971 et sénateur de la Martinique 1968 à 1977 et président du conseil général de la Martinique 1948 à 1953 et de 1964 à 1970 ;
- Maurice Antiste, enseignant, maire du François de 1995 à 2017 et conseiller général de 1998 à 2008 et sénateur de la Martinique de 2011 à 2023. Il est fondateur en 1982 du Mouvement populaire franciscain dont il est le président.
- Nicole Cage-Florentiny, écrivaine et enseignante, en 1996, elle obtient le prix Casa de las Américas à Cuba pour son recueil de poèmes "Arc-en-Ciel, l'espoir" ;
- Dédé Saint-Prix, chanteur de musique traditionnelle ;
- Ronald Pognon, athlète et premier Français à passer sous la barre des 10 secondes aux 100 mètres ;
- Rose-Aimée Bacoul est une ancienne athlète championne de France sur 100 m et sur 200 m en 1981, 1982 et 1983.
- Janis Antiste, né à Toulouse mais dont la famille est originaire du François, actuel joueur de Amiens SC et ancien joueur de football professionnel de Toulouse Football Club, de Spezia Calcio en Italie.
- Charles-Edouard Coridon, ancien footballeur professionnel du Paris Saint-Germain, du RC Lens et de l'En Avant de Guingamp. En 1996, il a été sélectionné en Équipe de France espoir de football[23]
- Jordy Delem, ancien joueur de football professionnel de San Antonio FC, de Sounders FC de Seattle en Major League Soccer aux États-Unis ayant longtemps défendu les couleurs du Club Franciscain, notamment lors de leur épopée en coupe de France en 32ème de finale face au FC Nantes en 2015. En 2019, Jordy Delem est vainqueur de la Major League Soccer avec son club Sounders FC de Seattle.
- Kévin Parsemain, footballeur, ancien footballeur professionnel de Ayutthaya United FC en Thaïlande, de Seattle Sounders FC aux États-Unis et de DC Motema Pembe en république démocratique du Congo et de l'équipe de Martinique de football.
- Bernard Hayot, PDG et fondateur béké du Groupe Bernard Hayot, le plus puissant groupe économique de la Martinique.
- Louis Brière de l'Isle (1827-1896), général et administrateur colonial français, oncle de Fernand Clerc (1856-1939) ;
- Morgane Edvige, Miss Martinique 2015, 1ère dauphine de Miss France 2016 et semi-finaliste de Miss Monde 2016.